# Ромул и Кониндр
Ромул и Кониндр (умерли ок. 450 года) — святые епископы и миссионеры Мэнские. День памяти — 28 декабря.
Святые Ромул (Romulus) и Кониндр (Conindrus) известны как одни из первых проповедников Благой Вести на острове Мэн. Они были современниками святого Патрика и стали тамошними епископами после его племянника, святого Германа.

## Тропарь, глас 4
By your holy preaching, Romulus and Conindrus,/
the Holy Name of Jesus was first heard in the Isle of Man./
As Heaven rejoices at the extension of the Orthodox Faith,/
pray, most holy fathers, that we may use our lives in Christ's service/
for the salvation of our souls.